# Robinson Barracks
Die Robinson Barracks sind ein Militärstützpunkt der US-Streitkräfte auf dem Burgholzhof im Norden von Stuttgart. Sie dienen, im Gegensatz zu den beiden anderen Stuttgarter US-Militärstandorten Patch Barracks und Kelley Barracks, mittlerweile nur noch als reines Wohnquartier.
Der Name Robinson Barracks geht auf James E. Robinson Jr. (1918–1945) zurück, einen Offizier der United States Army, der für seine Leistungen im Zweiten Weltkrieg postum mit der Medal of Honor ausgezeichnet wurde.

## Geschichte
Die militärische Nutzung des Geländes begann 1927 mit dem Bau eines Exerzierplatzes für die Infanterie der Reichswehr. 1934 wurde der angrenzende Gutshof Burgholzhof, der dem heutigen Stadtteil Burgholzhof seinen Namen gab, abgerissen und die Flandernkaserne errichtet. Nach dem Zweiten Weltkrieg nutzten die US-Militärs die Kaserne erst als Lager für Displaced Persons, ab 1948 wurden dort die Robinson Barracks angelegt.
1993 gaben die USA den südlichen Teil des Geländes, auf dem die eigentliche Kaserne mit Exerzierplatz gelegen war, auf, was eine städtebauliche Entwicklung des Gebiets ermöglichte. Von 1996 bis 2006 entstand dort der neue Stadtteil Burgholzhof mit rund 3000 Einwohnern.
Die ebenfalls von den Amerikanern genutzte Grenadierkaserne, die sich unmittelbar nördlich der Robinson Barracks in Stuttgart-Rot befand, wurde bis auf ein Gebäude, welches in heutiger Zeit Standort des Prüfungsamtes des Bundes in Stuttgart ist, im Jahre 2000 abgerissen.

## Einrichtungen

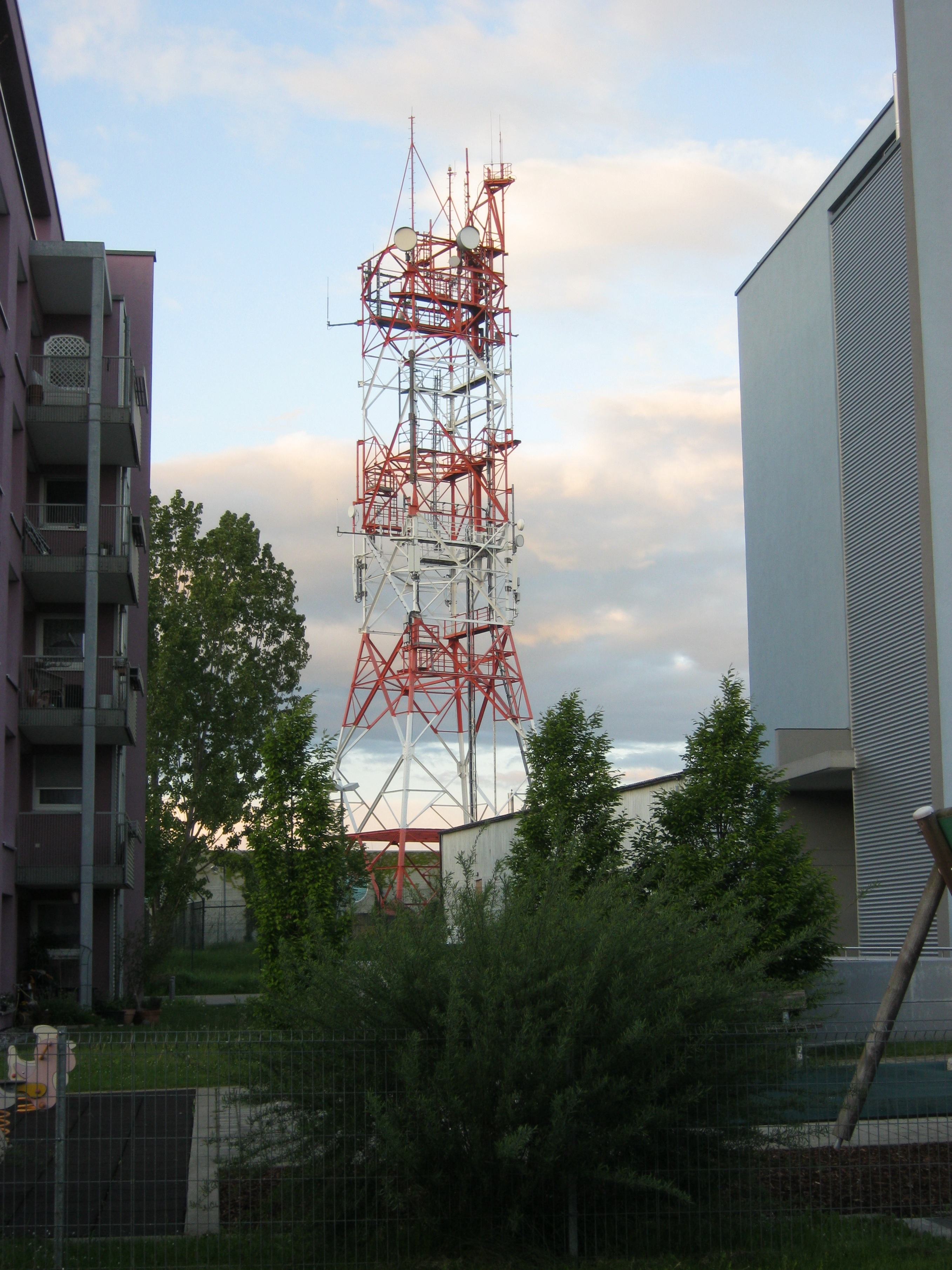
Richtfunkturm Stuttgart-Burgholzhof

Neben einer Grundschule, einer Bibliothek und mehreren Sportplätzen gibt es auf dem Gelände u. a. auch ein Möbelgeschäft, einen Spirituosenladen, einen Friseur und eine Videothek.
Seit 2013 sendet AFN Stuttgart wieder von einem neu eingerichteten Studiokomplex das Radioprogramm für US-Soldaten aus. Bereits zuvor waren bis 1993 die Robinson Barracks Standort des Rundfunksenders.
Zu den Robinson Barracks gehört ein 40 Meter hoher Richtfunkturm in Stahlfachwerkbauweise, der in weiten Teilen Stuttgarts zu sehen ist.

## Verbleib
Der Jugendrat Stuttgart regte Anfang 2016 an, dass die Stadt Stuttgart über das Grundstück verhandeln soll, um Wohnraum für Studenten und Flüchtlinge zu schaffen.